# GHOST OF ROMANCE
『GHOST OF ROMANCE』（ゴースト・オブ・ロマンス）は、DEAD ENDの2枚目（メジャー初）のアルバム。1987年9月8日発売。発売元はビクターエンタテインメント。アナログ盤とCD盤が発売され、CD盤のみに「DECOY」が収録されている。
2009年11月11日に「GRAVE OF THE SHADOW」をボーナストラックとして収録した『GHOST OF ROMANCE[+1]』がSHM-CDで発売された。　

## 解説
DEAD ENDのメジャーデビューアルバム。ヘヴィ・メタルを基調とした、インディーズ時代の集大成といえる作品となった。

## 収録曲
1. DANCE MACABRE　（4:33）
後に発売されるベストアルバム2枚共に収録された。
2. THE DAMNED THING　（4:59）
3. PHANTOM NATION　（4:52）
4. THE GODSEND　（5:51）
5. DECOY　（4:09）
CD盤のみ収録。
6. THE RED MOON CALLS INSANITY　（5:05）
7. DEAD MAN'S ROCK　（4:36）
8. SKELETON CIRCUS　（4:42）
9. SONG OF A LUNATIC　（6:19）
「DANCE MACABRE」と同様に、後に発売されるベストアルバム2枚共に収録された。ライブでは2番目のAメロからサビ部分にあたるパート（歌詞）も追加されており、オリジナルよりも演奏時間が長くなっている。

### リイシュー盤ボーナス・トラック
1. GRAVE OF THE SHADOW　（4:27）
販促用に配られていたソノシートに収録。なお、ソノシート音源から直接収録されたとの記載があり、マスターテープは紛失したと思われる。